# The World for Christmas
 The World for Christmas  från 2012 är ett julalbum av a cappella-gruppen The Real Group.

## Låtlista
1. Nu tändas tusen juleljus (Emmy Köhler) – 2:44
2. The Christmas Song (Mel Tormé/Robert Wells) – 5:11
3. River (Joni Mitchell) – 3:47
4. Silent Night (Franz Gruber/Josef Mohr) – 3:23
5. The World for Christmas (Anders Edenroth) – 5:5
6. Gläns över sjö och strand (Alice Tegnér/Viktor Rydberg) – 3:59
7. Santa Baby (Joan Javits/Fred Springer) – 4:39
8. Let It Snow (Jule Styne/Sammy Cahn) – 2:57
9. Dräng-Stalle (trad) – 2:7
10. Sleigh Ride (Leroy Anderson/Mitchell Parish) – 2:57
11. Julen är här (Anders Edenroth) – 3:51
12. Julfemman (Leif Göras) – 3:1
13. Fina paket (Anders Edenroth) – 4:15

## Medverkande
- Emma Nilsdotter – sopran
- Katarina Henryson – alt
- Anders Edenroth – tenor
- Morten Vinther – baryton
- Anders Jalkéus – bas

## Mottagande
Skivan fick ett blandat mottagande när den kom ut med ett snitt på 3,2/5 baserat på fyra recensioner.

## Listplaceringar
| Lista (2012) | Topplacering |
| ------------ | ------------ |
| Sverige      | 25           |